# Міська територія

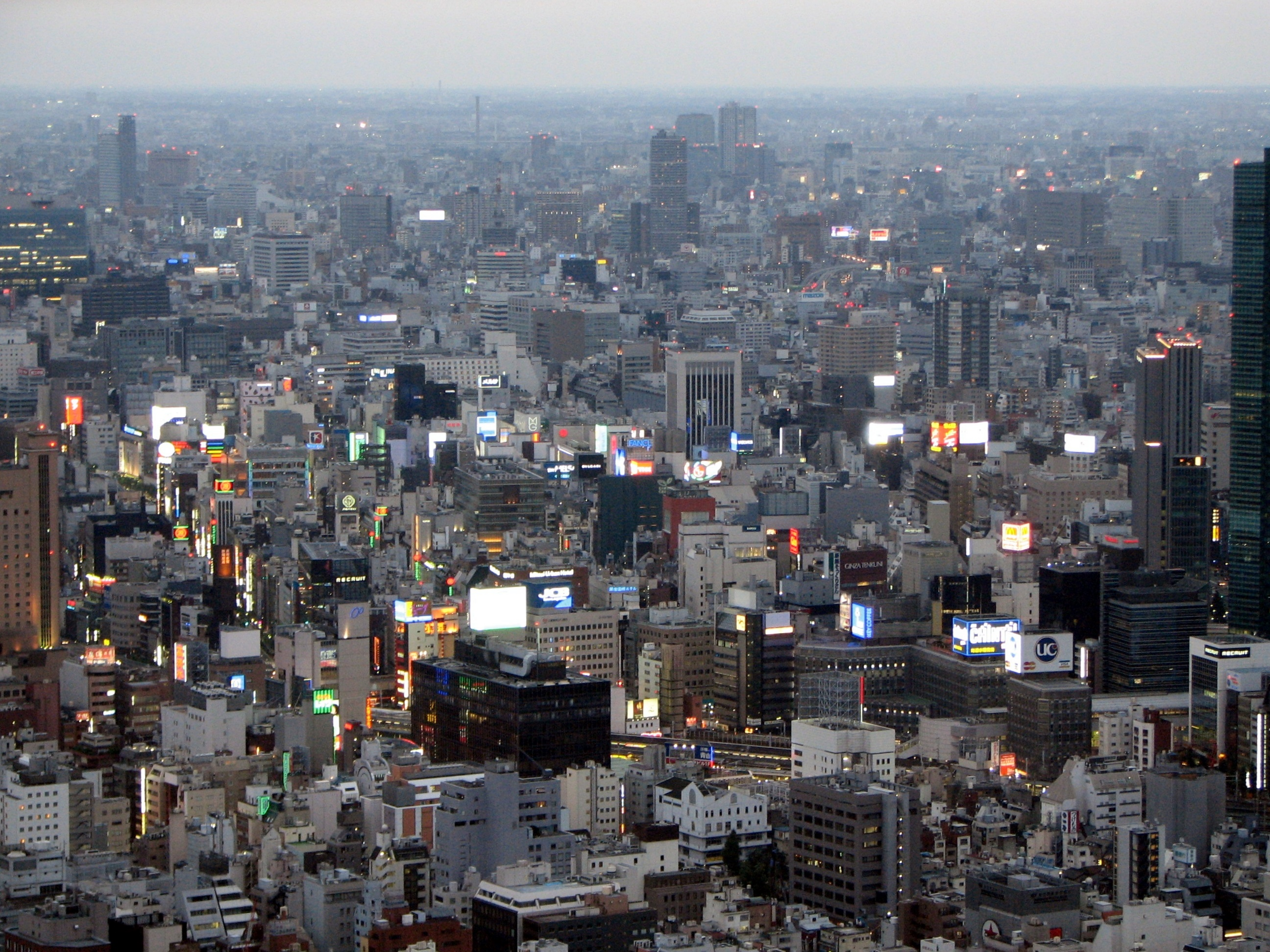
Велике Токіо, Японія, найбільш заселена міська територія в світі, понад 38 мільйонів жителів.

Міська територія — населений пункт з високою густотою населення і техногенним середовищем. Міські території створюються і розвиваються завдяки урбанізації й мають різні форми, як-от: міста, містечка, конурбації, передмістя. В урбанізмі термін міська територія є контрастивним до терміну сільська місцевість, а в соціології міста — до терміну природне довкілля. Створення ранніх попередників міських територій під час урбаністичної революції (термін запропонував Гордон Чайлд; почалася в 4-тому тисячолітті до н. е. з появою міст) призвело до створення людської цивілізації з сучасним містобудівним плануванням, яке поряд з іншими діями людини, такими як експлуатація природних ресурсів, призводить до впливу людини на довкілля.

## Визначення
Визначення міської території відрізняється різних країнах світу. Але зазвичай найменшою густотою населення для міської території вважають 400 чоловік на квадратний кілометр. В європейських країнах міські території визначаються на основі міського типу землекористування, яке не дозволяє відстані між об'єктами забудови більшої 200 м, і використовують супутникову зйомку замість переписних кварталів для визначення меж міської території. В менш розвинених країнах додатково до вимог землекористування і густоти населення, іноді використовують вимогу про те, що більшість населення, як правило 75 %, не займається сільським господарством та / або рибальством.